# Byurakan
Byurakan (in armeno Բյուրական?, anche chiamato Burakan, Bjurakan e Biurakan) è un comune dell'Armenia di 4 268 abitanti (2010) della provincia di Aragatsotn, sulle pendici del monte Aragats. Il paese ospita la basilica di Surb Hovhannes del X secolo e la chiesa di Artavazik del VII secolo con un gigantesco khachkar duecentesco; esso è anche sede dell'Osservatorio di Byurakan.

## Paesi e villaggi vicini
- Agarak
- Aghtsk
- Ashtarak
- Oshakan
- Parpi
- Tegher
- Fortezza di Amberd

## Galleria d'immagini

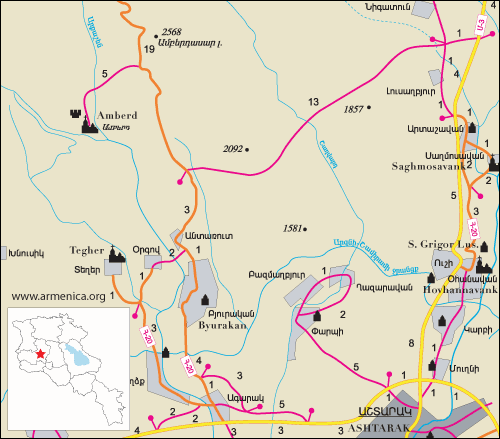
Mappa di Byurakan e della regione circostante.
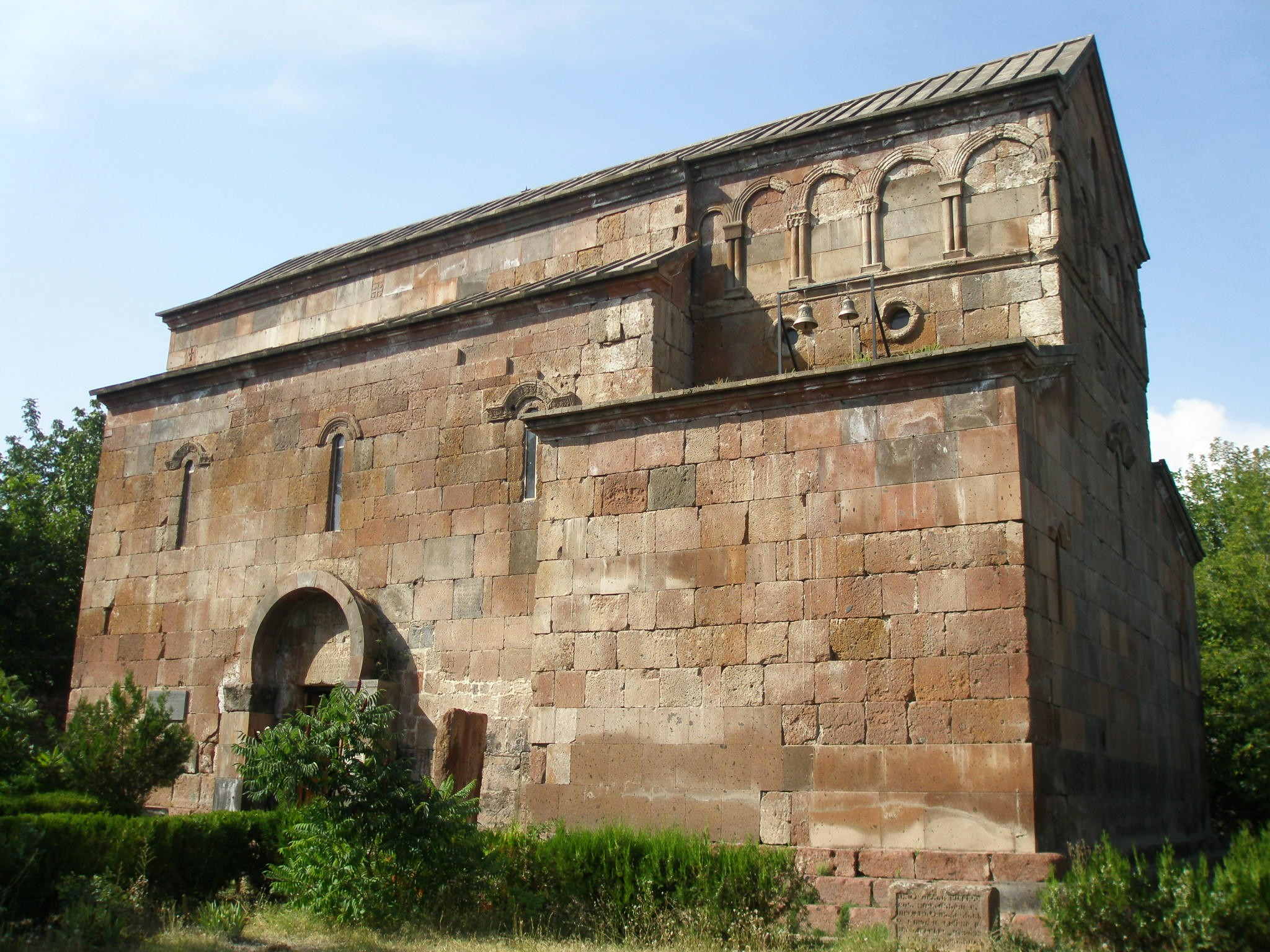
Basilica di Surb Hovhannes del X secolo.
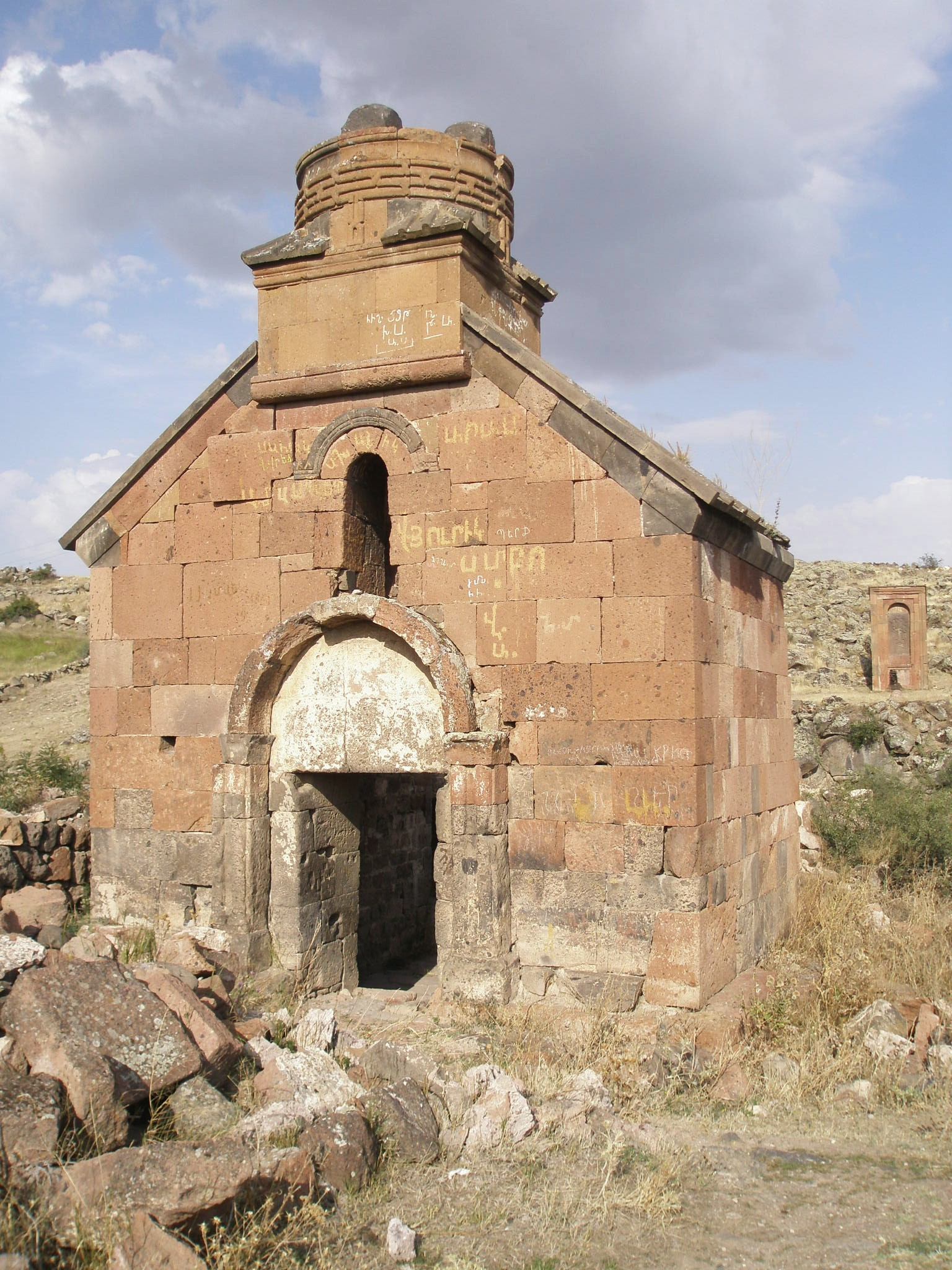
Chiesa di Artavazik del VII secolo con il gigantesco khachkar dietro.
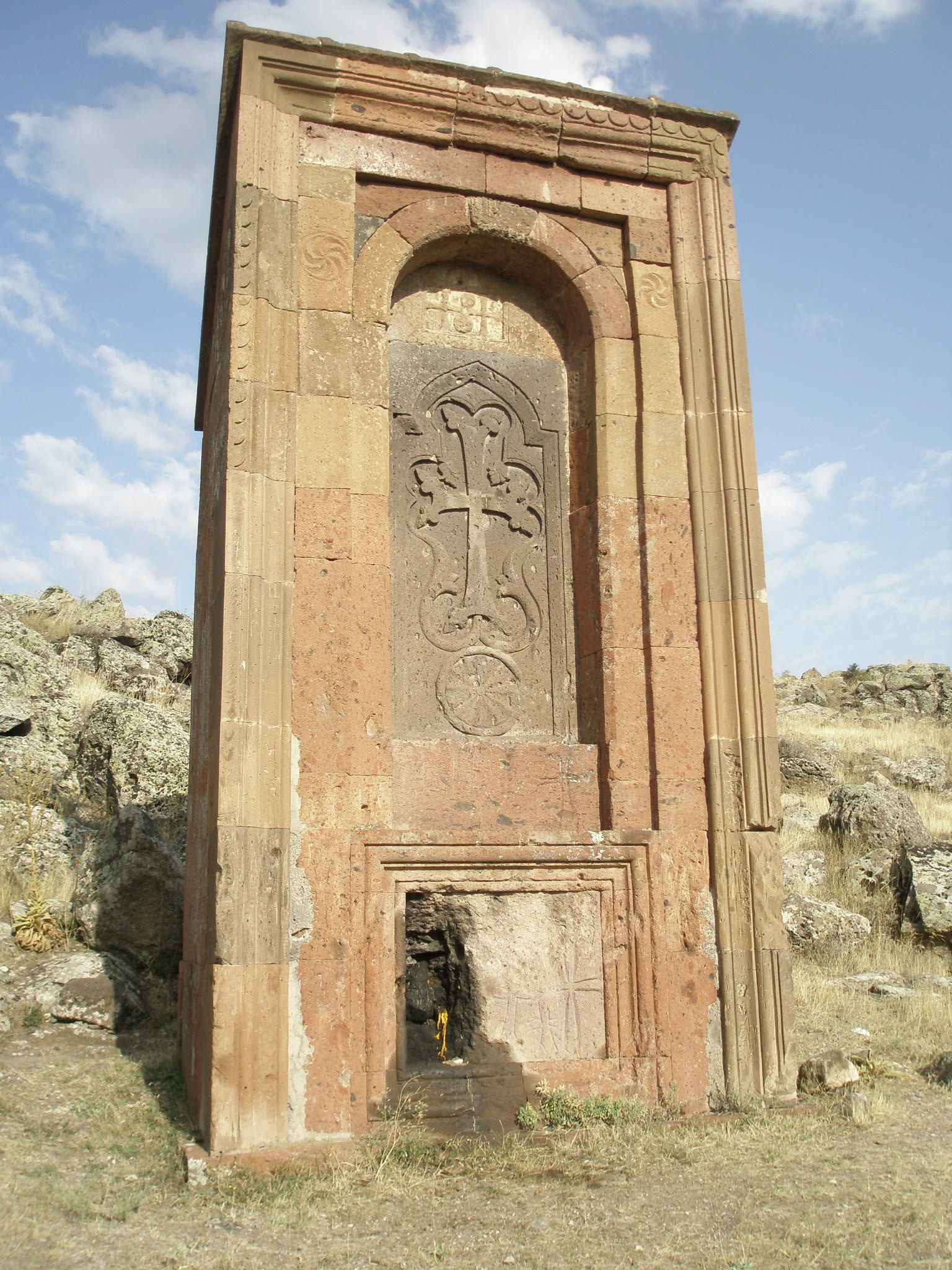
Gigantesco khachkar del XIII secolo presso la chiesa di Artavazik.
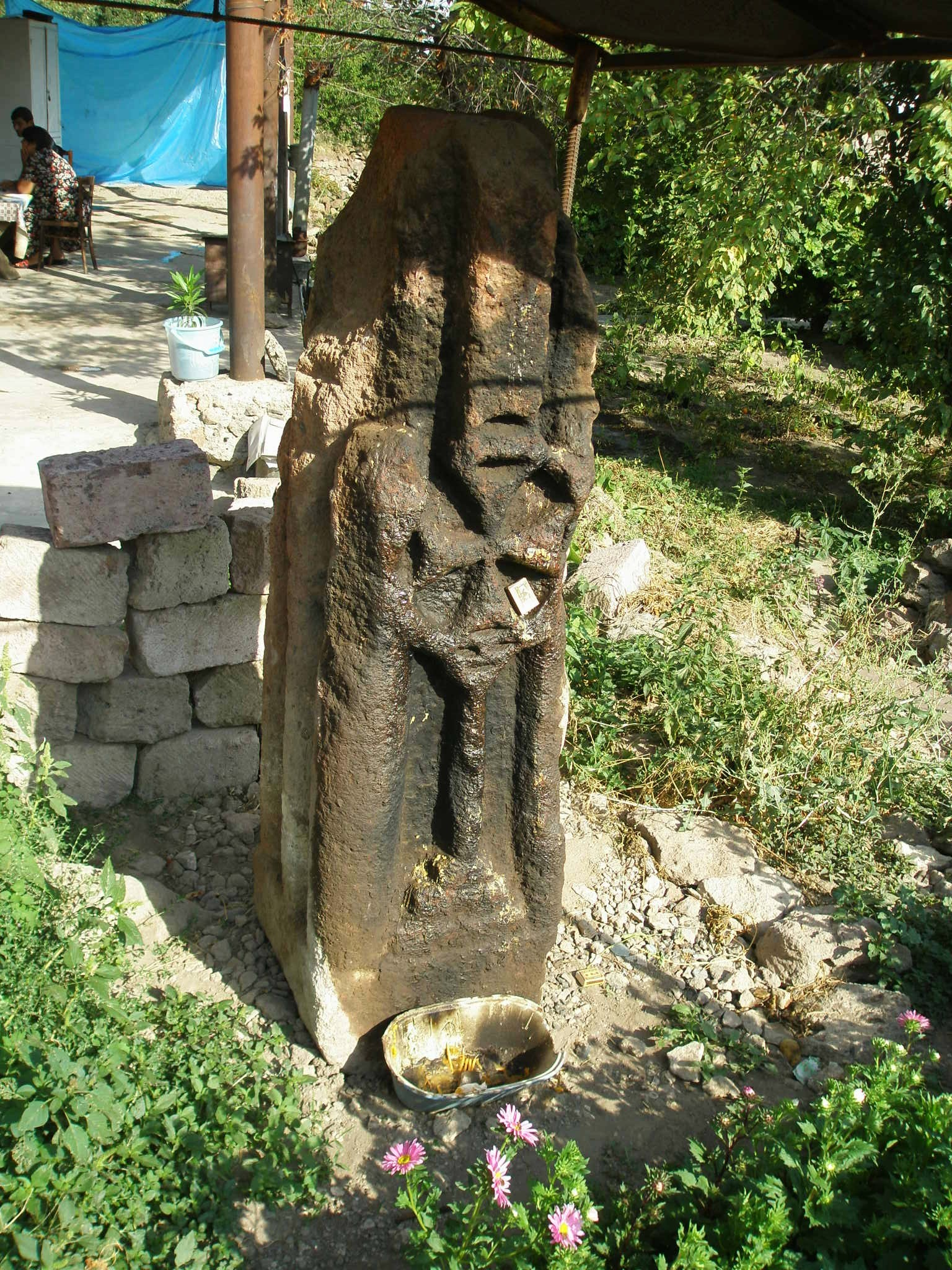
Khachkar a pilastro con una croce di Malta dietro ad una casa nel paese.